# Коммагена (царство)
Коммагена (дав.-гр. Βασίλειον τῆς Kομμαγηνῆς) — давньовірменське царство на території сучасної Туреччини, створене в 163 до н. е.. Тривалий час маневрувала між сусідами. Зрештою підпала під уплив Римської імперії, окрім періоду у 17—38 роках. 72 року н. е. припинила своє існування.

## Історія
Коммагенське царство утворилося після завоювання Перської держави Александром Македонським. У 260 році до н. е. була утворена самостійна держава на чолі із династією Єрвандідів, існувала в поєднані з царством Софена. Потім на рубежі III і II ст. до н. е. царство потрапило під владу Селевкідів.
У 163 році до н. е., скориставшись послабленням Держави Селевкідів, остаточно виокремилася від останньої, було утворено самостійну державу, де відновлено на троні Єрвандидів. Перший цар Птолемей орієнтувався на Парфію, оскільки та була суперницею Держави Селевкідів. Разом з тим він не проводив активної зовнішньої політики, намагаючись лише зберегти незалежність Коммагени. Цю ж політику продовжив його наступник Самес II
З кінця II ст. до н. е. намітився перехід до союзу Коммагени з Селевкідами. Це було викликано остаточним послабленням останніх й надмірним посиленням Парфії. У 90 році до н. е. коммагенське військо завдало поразки парфянам, зберігши незалежність. Родинні зв'язки забезпечили також союз з Великою Вірменією. Внаслідок цього Коммагена не стала об'єктом агресії з боку Понтійського царства, союзника Великої Вірменії.
При Антіохові I Теосі Коммагена вступила в офіційний союз з Римською республікою. У 64 році до н. е. Коммагена допомагала римлянам у війнах проти Понту і Великої Вірменії. Разом з тим цар Коммагени паралельно вирішив підтримувати таємні зв'язки з сусідньою Парфією. У 40 році до н. е. його було повалено Марком Антонієм.
Після смерті Антіоха III у 17 році Коммагенське царство було приєднано до римської провінції Сирія. Однак незабаром після цього римський імператор Калігула в 38 році відновив на коммагенскому троні Антіоха IV, якого сам же незабаром і відсторонив від влади. У 46 році імператор Клавдій знову посадив Антіоха IV на царство.
Лише в 72 році імператор Веспасіан остаточно приєднав землі Коммагени до Римської імперії. Її колишня столиця Самосата була перейменована римлянами і стала називатися Флавією. Того ж року Луцій Юній Цезеній Пет придушив повстання синів Антіоха IV — Епіфана і Каллініка.

## Територія
Розташовувалося між Великою Вірменією, стародавньою Сирією та Кілікією. Коммагена охоплювала території сучасних областей Туреччини: Елязиг, Кахраманмараш, Газіантеп, Адиямен і Малатья. Столицею було місто Самосата на західному березі річки Євфрат.

## Державний устрій
Панувала еллінізована гілка династії Єрвандідів, що мала вірменське походження. Її за ім'ям першого повноцінного царя також іноді називають Птолемаїди. Була класичною східною елліністичною державою на кшталт Сирії, Понту чи Каппадокії. Основна війська та політична влада належала царю. Він спирався на рідню та найбілижчих сановників.

## Економіка

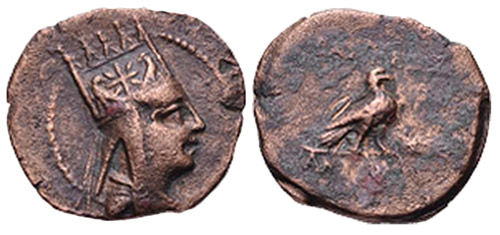
Монети Антіоха I

Основу становило сільське господарство і скотарство. В значних обсягах експортувало продукти садівництва, оливкову олію. Також була розвинена торгівля, оскільки міста Коммагени розташовувалися на торговельних шляхах між Сирією, Парфією, Галатією, Понтом і римською провінцією Азія.

## Культура

### Релігія
Характерним був синкретизм між перськими і еллінськими божествами. Ключовим був культ Артагна–Геракла–Ареса, божества–покровителя царської влади, війни і перемоги, який започаткував Мітрідат I Каллінік. Іншими членами пантеону були божества Зевс–Оромазд, Аполлон-Мітра–Геліос–Гермес, богиня Коммагена.

### Скульптура

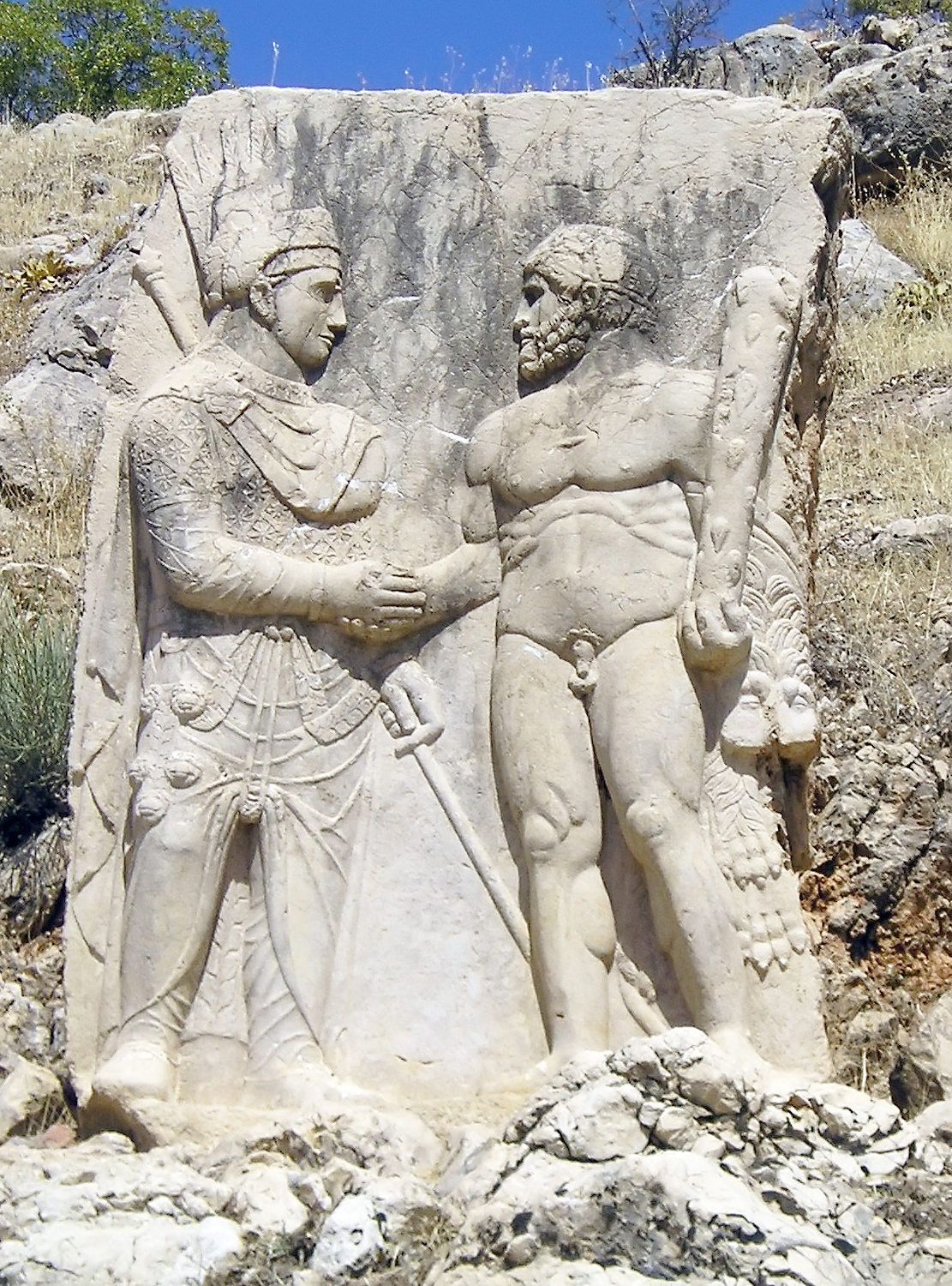
Скульптури на Немруд-Даг

Відома найбільш величними скульптурами, що несуть на собі характерні риси перського мистецтва з елементами грецького, елліністичного впливу. Пам'ятники Коммагени (у більше ніж 8 місцях святилища-усипальні — гієротесіони) передають своєрідність художнього вигляду цього регіону елліністичної культури, а також зберігають традиції перської і хеттської культур.
На схилах гори Німруд-Даг (Немрут) в Таврських горах зберігся комплекс святилищ-гіеротесійонів, призначених для проведення ритуальних церемоній в пам'ять про предків, і гробниць, де, крім іншого, знайдений і унікальний кам'яний гороскоп. Другим за значущістю є комплекс на місці колишнього міста Арсамея-на Німфеї (Німфей — старовинна назварічки Кіахта-чай в Туреччині). Тут південні схили гори Ескі-кале вкрито численними барельєфами та іншими скульптурними виробами. Іншими святилищам і пам'ятками коммагенської скульптурної традиції є Сезенк, Кара-Киш, Арсамея-на-Євфраті,
Декілька насипних терас були прикрашені величезними статуями божеств, що сидять на тронах, стелами і вівтарями. Розбиті зараз рельєфи зображували предків царської династії, церемонію передачі влади від божества до правителя (від Геракла до царя Мітрідата). Ймовірно, комплекс було зруйновано землетрусом і голови скульптур зі схилів гори спрямовано на занедбані землі. В надрах п'ятиметрового кургану знаходяться похоронні камери і таємні святилища.
У 1990 році під час спорудження греблі Ататюрка було затовлено античну частину Самосати.